# Sluneční kříž

Sluneční kříž

Sluneční kříž je symbol ve tvaru pravoúhlého kříže uprostřed kruhu. Je to pravděpodobně nejstarší a jeden z nejpoužívanějších symbolů Západní civilizace. Ve své nejstarší podobě zobrazuje putování Slunce ročními obdobími.
Symboly slunečního kříže byly nalezeny vyryté v kameni v jeskyních z období paleolitu na Pyrenejském poloostrově, ve formě cest v Callanishi ve Skotsku, ryté nebo malované na keramiku v Samarské kultuře (doba měděná), v Anatolii, Mezopotámii, území dnešního Íránu nebo Indie.
V obdobích prehistorických náboženství nordické doby bronzové se artefakty s tímto symbolem vyskytovaly ve formě kultovních předmětů buď v jantaru nebo ulité z kovu v místech dnešního Švýcarska nebo Dánska.
Pro pohanské náboženství Wicca, které vzniká v 50. letech minulého století, tento symbol představuje koloběh Slunce v průběhu roku a samotný kříž pak rovnodennosti a slunovraty, rozdělující rok na čtyři roční období. Je symbolem i germánských a slovanských pohanských náboženství, která vznikla stovky let před naším letopočtem.
Křesťanství tento pohanský symbol adaptovalo mezi své symboly (římskokatolický kříž) přibližně během 2.–3. století našeho letopočtu.
Ve verzi se zdvojenými čarami kříže a menším kruhem ve svém středu byl používán prvními národy amerického kontinentu.
Ve starověkém Řecku byl sluneční kříž symbolem Země a jako takový byl převzat středověkými astrology. Ve středověké alchemii též symbolizoval měděné sloučeniny.